# Scytognatha anemolia
Scytognatha anemolia är en fjärilsart som beskrevs av Druce 1891. Scytognatha anemolia ingår i släktet Scytognatha och familjen nattflyn. Inga underarter finns listade.